# Évin-Malmaison
Évin-Malmaison ist eine französische Gemeinde mit 4657 Einwohnern (Stand: 1. Januar 2022) im Département Pas-de-Calais in der Region Hauts-de-France. Sie gehört zum Arrondissement Lens und zum Kanton Hénin-Beaumont-2.

## Geografie
Die Gemeinde Évin-Malmaison liegt im nordfranzösischen Kohlerevier an der Grenze zum Département Nord, 14 Kilometer östlich von Lens. Die kanalisierte Deûle, hier Teil des Großschifffahrtsweges Dünkirchen-Schelde, verläuft am südwestlichen Rand der Gemeinde. An die lange Steinkohlebergbau-Tradition erinnert heute noch ein altes aufgelassenes Zechengelände im Süden der Gemeinde. Umgeben wird Évin-Malmaison von den Nachbargemeinden Ostricourt im Norden, Leforest im Osten, Courcelles-lès-Lens im Süden und Südwesten, Noyelles-Godault im Südwesten und Dourges im Westen.

## Bevölkerungsentwicklung
| Jahr                       | 1962 | 1968 | 1975 | 1982 | 1990 | 1999 | 2006 | 2015 | 2022 |
| -------------------------- | ---- | ---- | ---- | ---- | ---- | ---- | ---- | ---- | ---- |
| Einwohner                  | 4022 | 4437 | 4388 | 4121 | 4934 | 4731 | 4510 | 4594 | 4657 |
| Quellen: Cassini und INSEE |      |      |      |      |      |      |      |      |      |

## Sehenswürdigkeiten

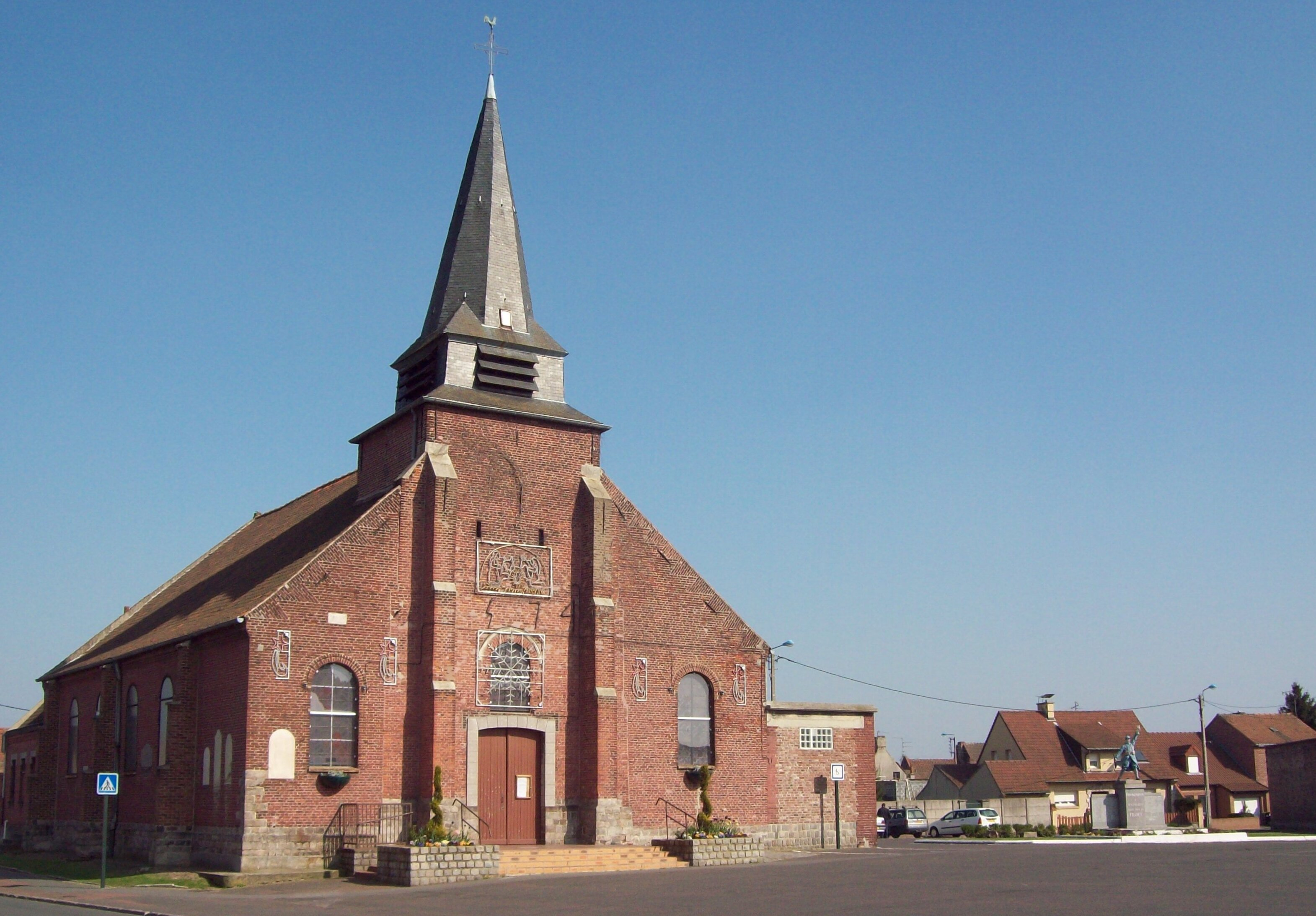
Kirche Saint-Vaast
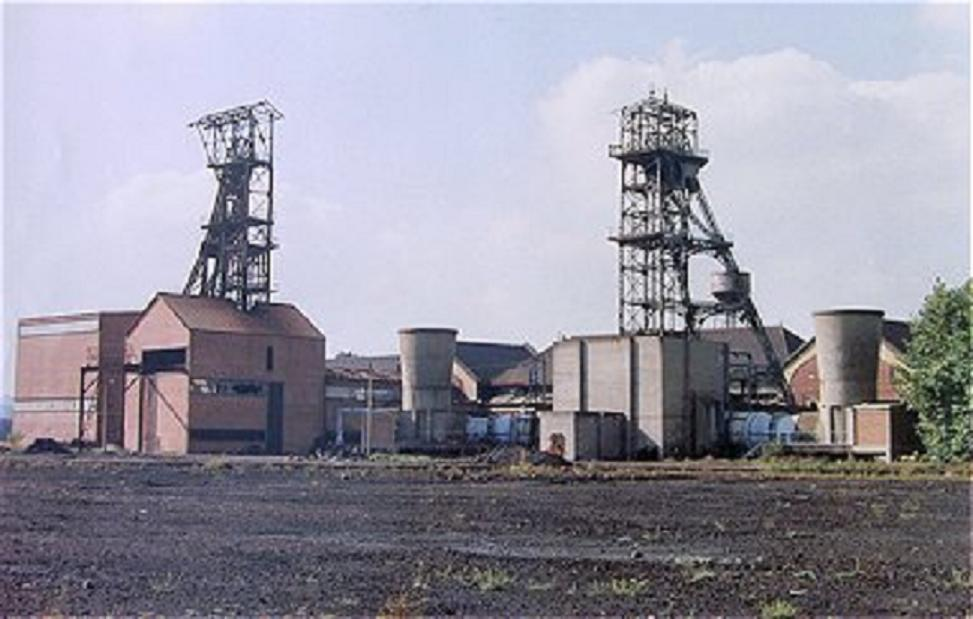
Kohlezechen in den 1980er Jahren
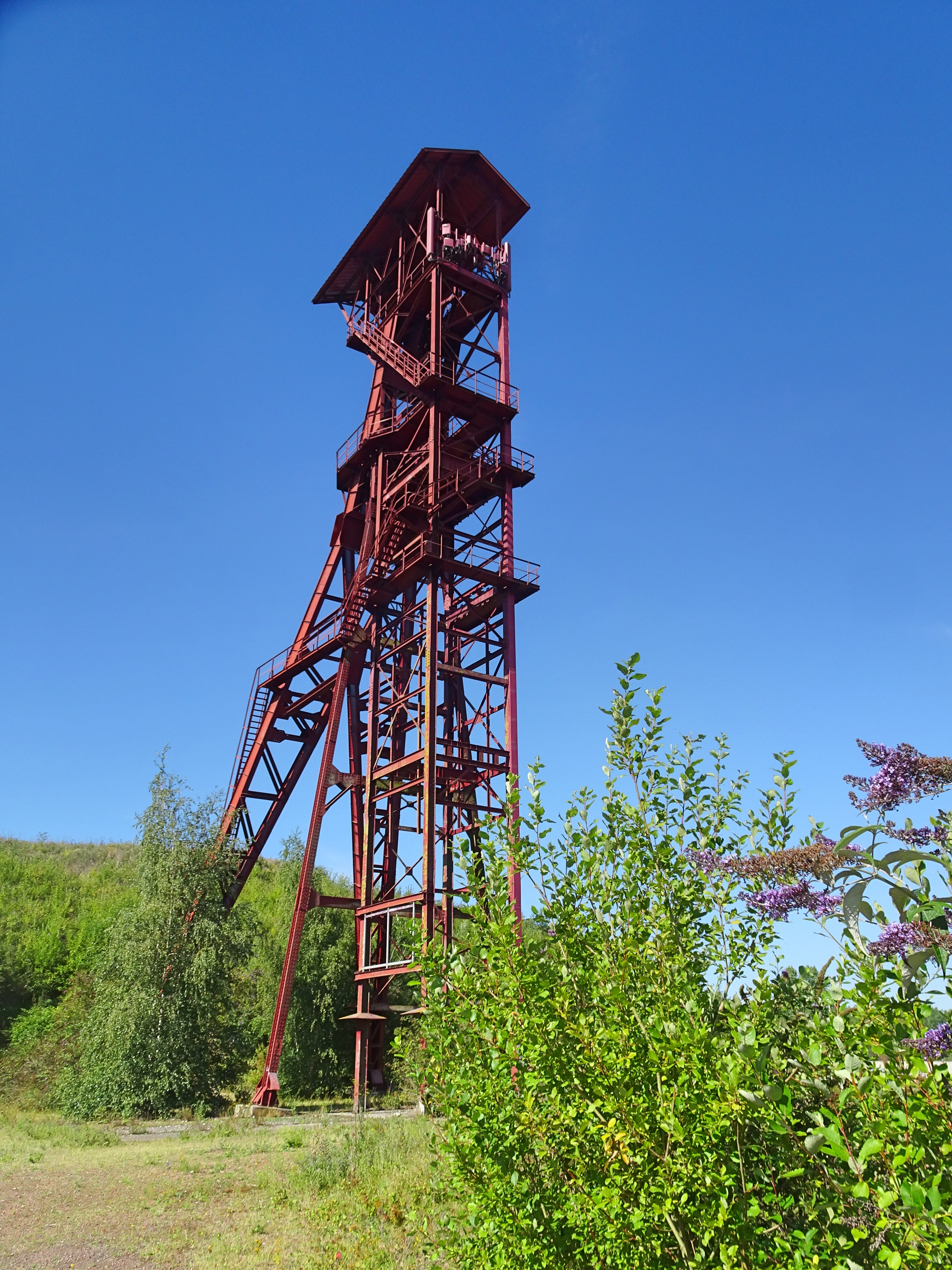
Alter Förderturm der Zeche Nr. 8
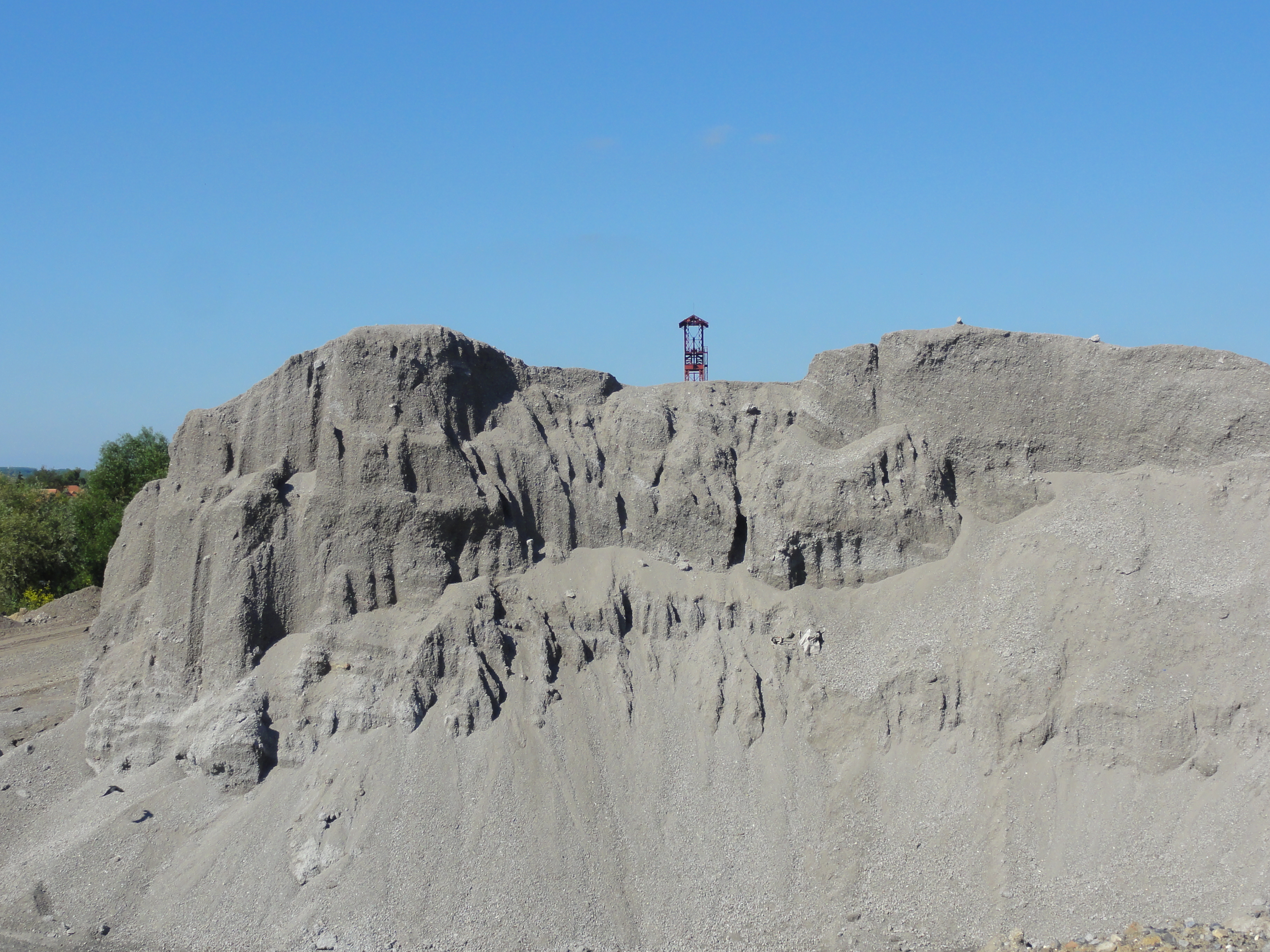
Abraumhalde Nr. 113
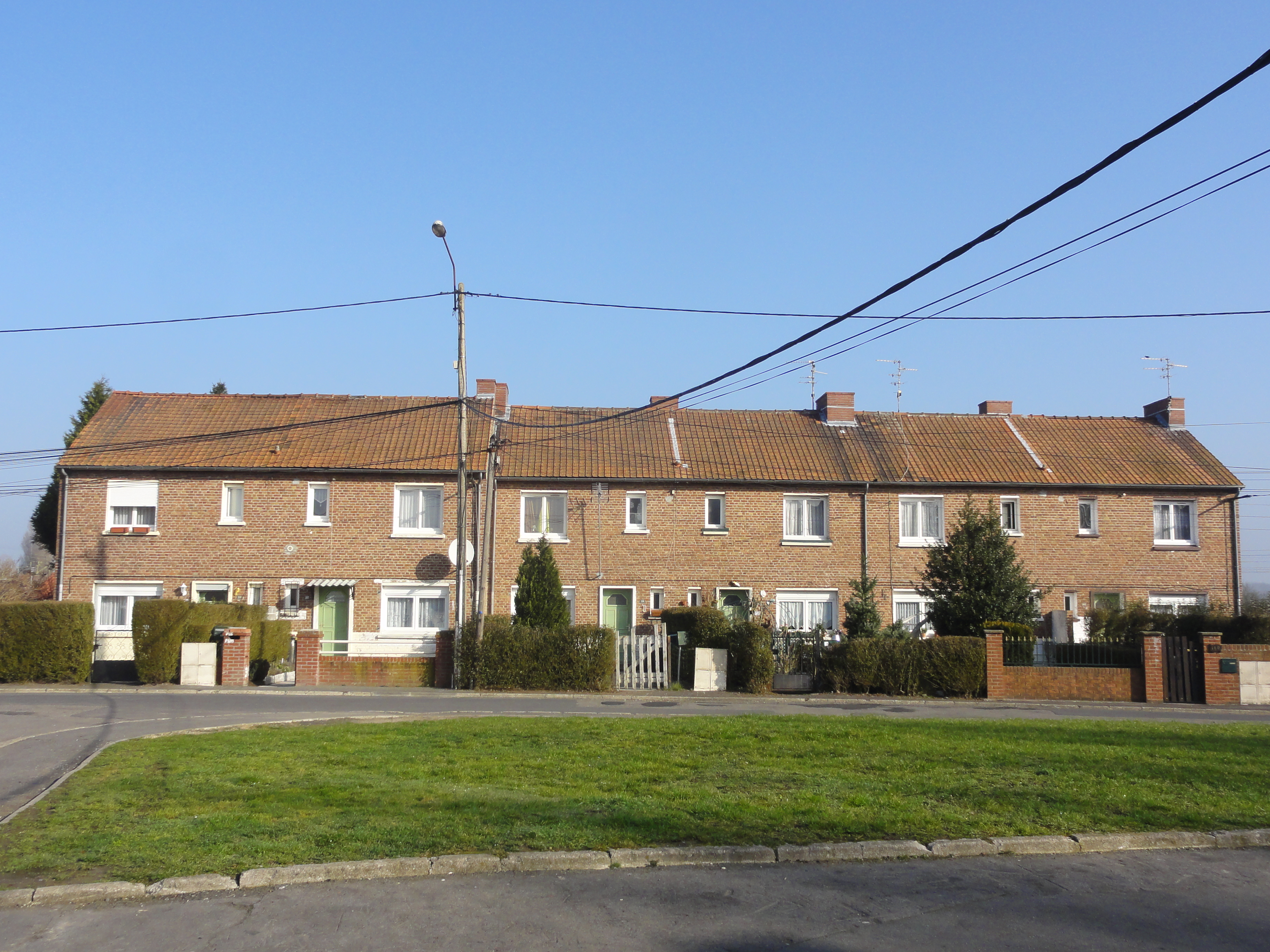
Häuser der Bergarbeitersiedlung
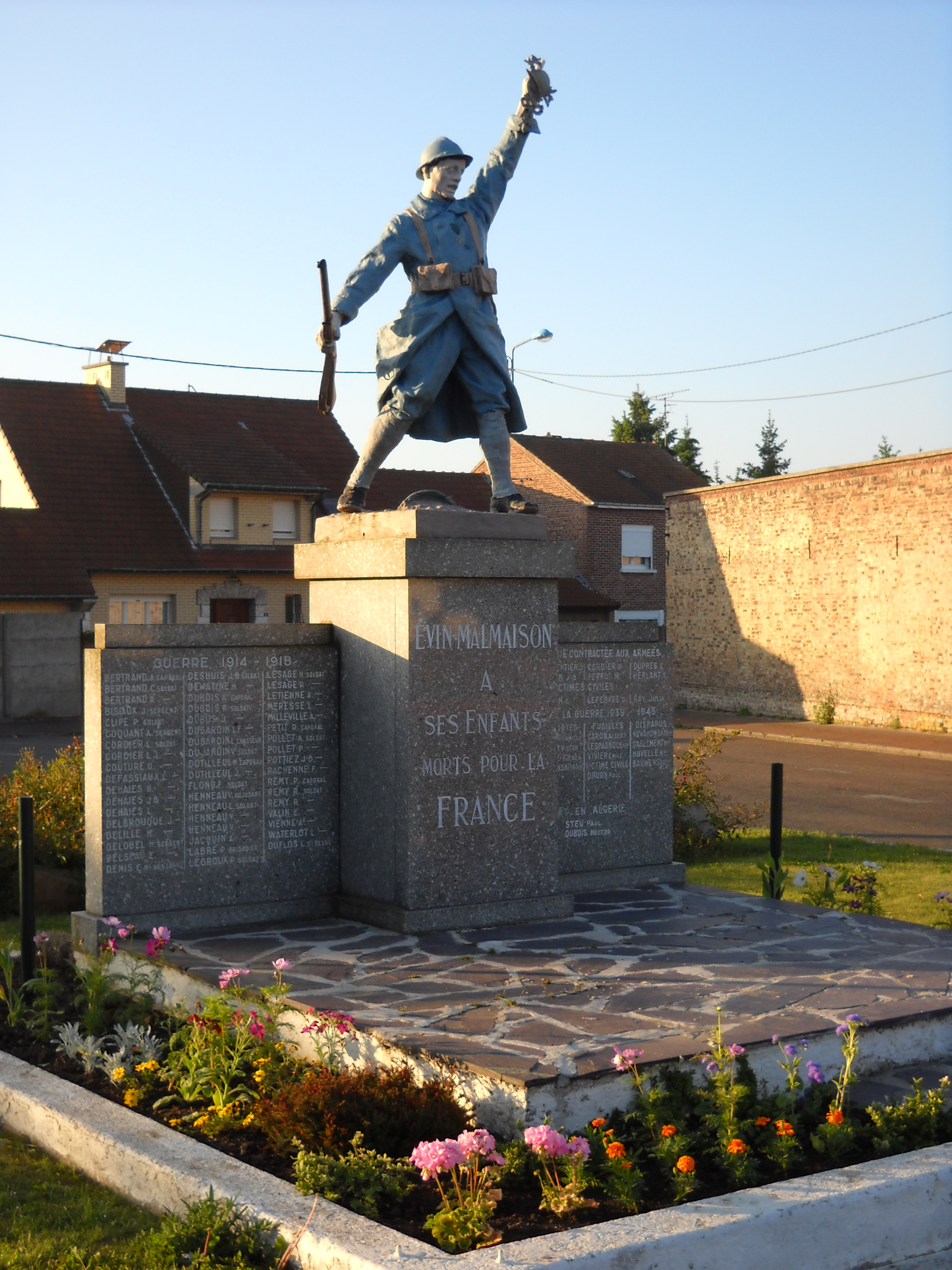
Gefallenendenkmal

- Alte Priorei aus dem 17. Jahrhundert
- Zechen der Minencompagnie Dourges
- Kriegsgräberstätte

- Kirche Saint-Vaast
- Kohlezechen in den 1980er Jahren
- Alter Förderturm der Zeche Nr. 8
- Abraumhalde Nr. 113
- Häuser der Bergarbeitersiedlung
- Gefallenendenkmal